# Illigera pentaphylla
Illigera pentaphylla är en tvåhjärtbladig växtart som beskrevs av Friedrich Welwitsch. Illigera pentaphylla ingår i släktet Illigera och familjen Hernandiaceae. Inga underarter finns listade i Catalogue of Life.